# Бодиплетизмография

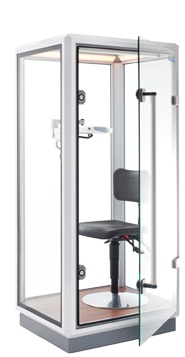
Бодиплетизмограф

Бодиплетизмография или общая плетизмография — это методика исследования функции внешнего дыхания.
В настоящее время существуют следующие основные методы исследования функции внешнего дыхания: пикфлоуметрия, спирометрия с пневмотахометрией, пневмотахометрией, диффузионная способность лёгких, измерение растяжимости лёгких, эргоспирометрия.

## Описание
Бодиплетизмография проводится при помощи аппарата — бодиплетизмографа. Этот аппарат состоит из боди-камеры (куда садится человек) с пневмотафографом и компьютера, на дисплее которого выводятся данные.
Бодиплетизмография позволяет полноценно исследовать функциональные особенности лёгких пациента для более точной диагностики и качественного подбора терапии основных заболеваний лёгких, таких как бронхиальная астма, хронический бронхит, эмфизема лёгких, а также при развитии нарушения функции дыхания при острых процессах (острой пневмонии, остром бронхите и т. д.). Однако возможности бодиплетизмографии не ограничиваются только пульмонологией, она может помочь и при подборе терапии многих кардиологических заболеваний, в связи с тем, что ряд препаратов, применяемых при лечении заболеваний сердечно-сосудистой системы, может вызывать развитие приступов кашля, появление одышки и эпизодов затруднения дыхания.
Методика позволяет определять все дыхательные объёмы, включая те, которые нельзя получить при спирографии, а именно: остаточный объём лёгких, общую ёмкость лёгких, функциональную остаточную ёмкость.
Очень важным показателем, определяемым при проведении бодиплетизмографии, является аэродинамическое сопротивление дыхательных путей. Этот показатель является эквивалентом пассивности выдоха и в случае патологии, а именно бронхообструкции, увеличивается, указывая, что пациент прилагает усилие для выдоха. Это особенно важно для пациентов с бронхообструктивной патологией, а именно бронхиальной астме и хронической обструктивной болезнью лёгких.